# Neoathyreus bidentatus
Neoathyreus bidentatus är en skalbaggsart som beskrevs av Macleay 1819. Neoathyreus bidentatus ingår i släktet Neoathyreus och familjen Bolboceratidae. Inga underarter finns listade i Catalogue of Life.